# Seth Lloyd
Seth Lloyd, né le 2 août 1960, est un professeur de génie mécanique au Massachusetts Institute of Technology et un spécialiste de mécanique quantique, connu pour avoir établi la limite de Lloyd, qui majore le nombre de bits d'information traités par l'univers depuis le Big Bang. Cette limite est estimée par ses calculs à 10120 bits.

## Biographie
Seth Lloyd est diplômé de la Phillips Academy en 1978, il reçut son Bachelor degree du Harvard College en 1982. Il obtint ensuite un Certificat d'études avancées en mathématiques et un Master en philosophie de l'Université de Cambridge en 1983 et 1984, étudiant avec l'aide d'une Bourse Marshall. Lloyd obtint un doctorat de l'Université Rockefeller en 1988 sous la direction de Heinz Pagels après avoir soumis sa thèse intitulée Trous noirs ; Démons et la Perte de Cohérence : comment les systèmes complexes acquièrent les informations, et ce qu'ils en font. Après avoir fait des études post-doctorales à la California Institute of Technology et à Laboratoire national de Los Alamos, il rejoint le MIT en 1994.
Son domaine de recherche est l'interaction des informations avec les systèmes complexes, en particulier les systèmes quantiques. Il permit des améliorations majeures dans le domaine de l'informatique quantique et proposa un design pour un calculateur quantique.
Dans son ouvrage de vulgarisation scientifique, Programming the Universe, Lloyd déclare que l'Univers est lui-même un immense calculateur quantique exécutant un programme cosmique qui produit ce que nous voyons autour de nous ainsi que nous-même. Selon Lloyd, une fois que nous aurons une compréhension complète des lois de la physique, nous serons capable d'utiliser des calculateurs quantiques de petite échelle afin de comprendre l'univers dans sa totalité.
Selon Lloyd, nous pourrions simuler dans un ordinateur l'univers tout entier dans les 600 prochaines années, sachant que les capacités informatiques augmentent selon la Loi de Moore. Lloyd démontre qu'il y a des limites au progrès exponentiel dans un univers fini, et qu'il est probablement impossible que la Loi de Moore puisse s'appliquer indéfiniment.
Lloyd est le chercheur en chef du MIT Research Laboratory of Electronics et dirige le Center for Extreme Quantum Information Theory (xQIT) au MIT.

## Source
- (en) Cet article est partiellement ou en totalité issu de l’article de Wikipédia en anglais intitulé « Seth Lloyd » (voir la liste des auteurs).